# گورستان دو کنارون زیر دو
قبرستان دو کنارون زیر دو مربوط به دوره قاجار - دوره پهلوی است و در شهرستان ممسنی، بخش رستم، دهستان رستم ۲، روستای دو کنارون زیر دو واقع شده و این اثر در تاریخ ۲۶ اسفند ۱۳۸۶ با شمارهٔ ثبت ۲۱۸۷۴ به‌عنوان یکی از آثار ملی ایران به ثبت رسیده است.